# Гойя (премия, 2019)
XXXIII церемония вручения премии «Гойя» состоялась 2 февраля 2019 года. Ведущие — Сильвия Абриль и Андреу Буэнафуэнте.
Номинанты были объявлены 12 декабря 2018 года, в акте, представленном актерами Росси де Пальма и Пако Леон.

## Победители и номинанты
| Фильм                            | Номинанты | Награды |
| -------------------------------- | --------- | ------- |
| Королевство                      | 13        | 7       |
| Чемпионы                         | 11        | 3       |
| Кармен и Лола                    | 8         | 2       |
| Лабиринты прошлого               | 8         | -       |
| Кто будет тебе петь              | 7         | 1       |
| Тень закона                      | 6         | 3       |
| Юлий                             | 5         | -       |
| Человек, который убил Дон Кихота | 5         | 2       |
| Путешествие в комнату матери     | 4         | -       |
| Фотограф из Маутхаузена          | 4         | -       |
| Ночь длиной в 12 лет             | 3         | 1       |
| Суперлопес                       | 3         | 1       |
| Между двумя водами               | 2         | -       |
| Болезнь в воскресенье            | 1         | 1       |

## Премии по категориям
| Лучший фильм                                 | Лучший фильм | Лучшая режиссура                                 | Лучшая режиссура |
| -------------------------------------------- | --- | ------------------------------------------------ | --- |
|                                              | - Чемпионы - Кармен и Лола - Королевство - Между двумя водами - Лабиринты прошлого |                                                  | - Родриго Сорогойен — Королевство - Хавьер Фессер — Чемпионы - Исаки Лакуэста — Между двумя водами - Асгар Фархади — Лабиринты прошлого |
| Лучшая мужская роль                          | Лучшая мужская роль | Лучшая женская роль                              | Лучшая женская роль |
|                                              | - Антонио де ла Торре — Королевство - Хавьер Гутьеррес — Чемпионы - Хавьер Бардем — Лабиринты прошлого - Хосе Коронадо — Твой сын |                                                  | - Суси Санчес — Болезнь в воскресенье - Найва Нимри — Кто будет тебе петь - Пенелопа Круз — Лабиринты прошлого - Лола Дуэньяс — Путешествие в комнату матери |
| Лучшая мужская роль второго плана            | Лучшая мужская роль второго плана | Лучшая женская роль второго плана                | Лучшая женская роль второго плана |
|                                              | - Луис Саера — Королевство - Хуан Франсиско Маргальо — Чемпионы - Антонио де ла Торре — Ночь длиной в 12 лет - Эдуард Фернандес — Лабиринты прошлого                                                                                             |                                                  | - Каролина Юсте — Кармен и Лола - Анна Кастильо — Путешествие в комнату матери - Ана Вахенер — Королевство - Наталия де Молина — Кто будет тебе петь |
| Лучший мужской актёрский дебют               | Лучший мужской актёрский дебют | Лучший женский актёрский дебют                   | Лучший женский актёрский дебют |
|                                              | - Хесус Видал — Чемпионы - Морено Борха — Кармен и Лола - Франсиско Рейес — Королевство - Карлос Акоста - Юлий |                                                  | - Эва Льорач — Кто будет тебе петь - Gloria Ramos — Чемпионы - Фредди Родригес — Кармен и Лола - Zaira Romero — Кармен и Лола |
| Лучший оригинальный сценарий                 | Лучший оригинальный сценарий | Лучший адаптированный сценарий                   | Лучший адаптированный сценарий |
|                                              | - Изабель Пенья и Rodrigo Sorogoyen — Королевство - Давид Маркес и Хавьер Фессер — Чемпионы - Аранча Эчеваррия — Кармен и Лола - Асгар Фархади — Лабиринты прошлого                                                                              |                                                  | - Альваро Брехнер — Ночь длиной в 12 лет - Marta Sofía Martins и Натксо Лопес — Босс - Боря Кобяга и Диего Сан Хосе — Суперлопес - Пол Лаверти — Юлий |
| Лучший режиссёрский дебют                    | Лучший режиссёрский дебют | Лучший документальный фильм                      | Лучший документальный фильм |
|                                              | - Аранча Эчеваррия — Кармен и Лола - Andrea Jaurrieta — Ana de día - Сесар Эстебан Аленда и Хосе Эстебан Аленда — Sin fín - Celia Rico — Путешествие в комнату матери                                                                            |                                                  | - Молчание других - Apuntes para una película de atracos - Camarón: flamenco y revolución - Desenterrando Sad Hill |
| Лучшая продюсерская работу                   | Лучшая продюсерская работу | Лучший монтаж                                    | Лучший монтаж |
|                                              | - Юсаф Бохари — Человек, который убил Дон Кихота - Луис Фернандес Лаго — Чемпионы - Eduard Vallès и Ханга Куруц — Фотограф из Маутхаузена - Иньяки Рос — Королевство                                                                             |                                                  | - Альберто дель Кампо — Королевство - Хавьер Фессер — Чемпионы - Хайде Сафи-Яри — Лабиринты прошлого - Фернандо Франко — Путешествие в комнату матери |
| Лучшая музыка                                | Лучшая музыка | Лучшая песня                                     | Лучшая песня |
|                                              | - Olivier Arson — Королевство - Иван Паломарес — В звёздах - Мануэль Ривейро и Ксавьер Фонт — Тень закона - Альберто Иглесиас — Юлий |                                                  | - "Este es el momento" — Чемпионы; Коке Малья - "Me vas a extrañar" — Кармен и Лола; Paco de la Rosa - "Tarde azul de abril" — Человек, который убил Дон Кихота; Роке Баньос и Tessy Díez Martín - "Una de esas noches sin final" — Лабиринты прошлого; Хавьер Лимон                      |
| Лучшая операторскую работа                   | Лучшая операторскую работа | Лучшая работа художника                          | Лучшая работа художника |
|                                              | - Хосу Инчаустеги — Тень закона - Алехандро де Пабло — Королевство - Эдуард Грау — Кто будет тебе петь - Алекс Каталан — Юлий |                                                  | - Хуан Педро Де Гаспар — Тень закона - Роса Рос — Фотограф из Маутхаузена - Бенхамин Фернандес — Человек, который убил Дон Кихота - Бальтер Гальярт — Суперлопес |
| Лучшие костюмы                               | Лучшие костюмы | Лучший грим                                      | Лучший грим |
|                                              | - Клара Бильбао — Тень закона - Мерсе Палома — Фотограф из Маутхаузена - Лена Моссум — Человек, который убил Дон Кихота - Ana López Cobos — Кто будет тебе петь                                                                                  |                                                  | - Сильвия Имберт, Ампаро Санчез и Пабло Перона Наварро — Человек, который убил Дон Кихота - Caitlin Acheson, Jesús Martos и Пабло Перона Наварро — Фотограф из Маутхаузена - Raquel Fidalgo, Noé Montes и Alberto Hortas — Тень закона - Rafael Mora и Anabel Beato — Кто будет тебе петь |
| Лучший звук                                  | Лучший звук | Лучшие спецэффекты                               | Лучшие спецэффекты |
|                                              | - Роберто Фернандез и Альфонсо Рапосо — Королевство - Арман Сьюдад, Чарли Шумклер и Альфонсо Рапосо — Чемпионы - Daniel de Zayas, Эдуардо Кастро и Марио Гонзалес — Кто будет тебе петь - Ева Валиньо, Pelayo Gutiérrez и Alberto Ovejero — Юлий |                                                  | - Lluís Rivera и Laura Pedro — Суперлопес - Óscar Abades и Helmuth Barnert — Королевство - Jon Serrano и David Heras — Errementari (El herrero y el Diablo) - Lluís Rivera и Félix Bergés — Тень закона                                                                                   |
| Лучший мультипликационный фильм              | Лучший мультипликационный фильм | Лучший короткометражный мультипликационный фильм | Лучший короткометражный мультипликационный фильм |
|                                              | - Un día más con vida - Azahar - Bikes The Movie - Memorias de un hombre en pijama |                                                  | - Cazatalentos — José Herrera - El olvido — Cristina Vaello y Xenia Grey - I Wish... — Víctor L. Pinel - Soy una tumba — Khris Cembe |
| Лучший короткометражный документальный фильм | Лучший короткометражный документальный фильм | Лучший короткометражный фильм                    | Лучший короткометражный фильм |
|                                              | - Gaza — Карлес Мартинес, Хулио Перес дель Кампо - El tesoro — Marisa Lafuente и Néstor Del Castillo - Kyoko — Joan Bover и Marcos Cabotá - Wan Xia. La última luz del atardecer — Silvia Rey Canudo                                             |                                                  | - Cerdita — Carlota Pereda - 9 pasos — Marisa Crespo y Moisés Romera - Bailaora — Rubin Stein - El niño que quería volar — Jorge Muriel - Matria — Álvaro Gago |
| Лучший иностранный фильм на испанском языке  | Лучший иностранный фильм на испанском языке | Лучший европейский фильм                         | Лучший европейский фильм |
|                                              | - Рома (Мексика) — Альфонсо Куарон - Ангел (Аргентина) — Луис Ортега - Ночь длиной в 12 лет (Уругвай) — Альваро Брехнер - Собаки (Чили) — Марсела Саид                                                                                           |                                                  | - Холодная война — Павел Павликовский - Призрачная нить — Пол Томас Андерсон - Девочка — Лукас Донт - Вечеринка — Салли Поттер |
| Премия «Гойя» за заслуги                     | |                                                  | |
| Нарсисо Ибаньес Серрадор                     | |                                                  | |